# IBC前沢ラジオ中継局

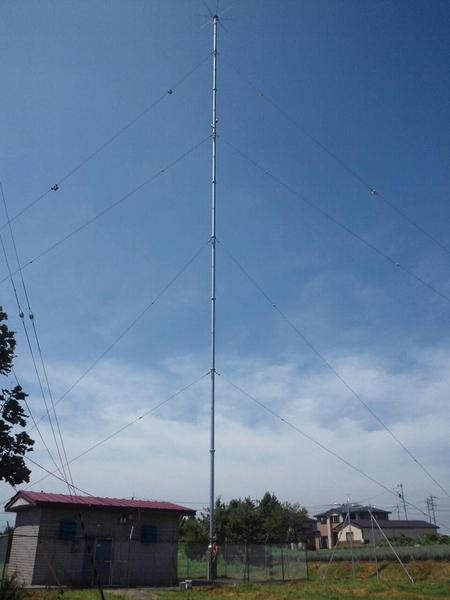
送信塔全景

IBC前沢ラジオ中継局（アイビーシーまえさわラジオちゅうけいきょく）は、岩手県奥州市前沢区に置かれていたIBC岩手放送の中波放送中継局。奥州市前沢区内や周辺地域へ電波を発射していた。

## 概要
1954年12月20日、岩手放送（当時）にとって初のラジオ中継局として開局した。当時は3名の職員が局に常駐しており、開局してしばらくは次々と訪れる見学希望者の対応に追われたという。1967年4月1日に設備が自動化・無人化され、その際に局舎も建て替えられた。 IBCラジオでは、1996年まで県立高校入学試験の合格者氏名を発表する特別番組を地域別に放送しており、前沢局からも独自内容の放送を行っていたことがある。
設備老朽化とFM補完中継局開局に伴い、当中継局は2018年9月30日を以て廃止された。

## 中継局概要
| 周波数  | 放送局名    | 呼出符号 | 空中線電力 | 放送対象地域 | 放送区域内世帯数 |
| ------- | ----------- | -------- | ---------- | ------------ | ---------------- |
| 1062kHz | IBC岩手放送 | JODL     | 100W       | 岩手県       | 約-世帯          |

- 中継局所在地は、岩手県奥州市赤坂。

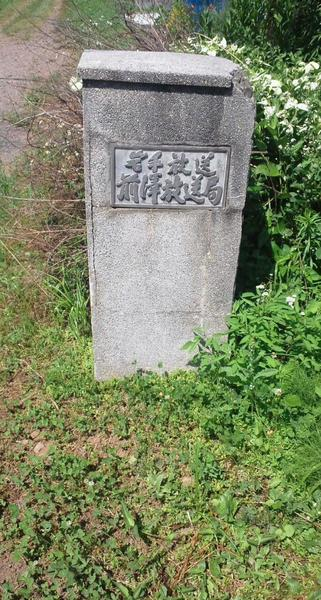
送信所に続く道に設置された門。有人施設だったころの名残である。

- NHK盛岡第1・第2放送については、出力10kwの矢巾親局からの電波（531kHz及び1386kHz）が良好に受信できるため、この地域に中継局を置いていない。

## 沿革
- 1954年（昭和29年）
  - 3月10日 - 免許申請。
  - 11月12日 - 予備免許交付。
  - 12月18日 - 本免許交付。
  - 12月20日 - 開局（1060kc・100W）。
- 1978年（昭和53年）11月23日 - 全国一斉ラジオ周波数変更実施により、周波数が1060kHzから1062kHzに変更。
- 2018年（平成30年）9月30日 - 設備老朽化とFM補完中継局開局に伴い廃止[2]。